# 二滩水电站

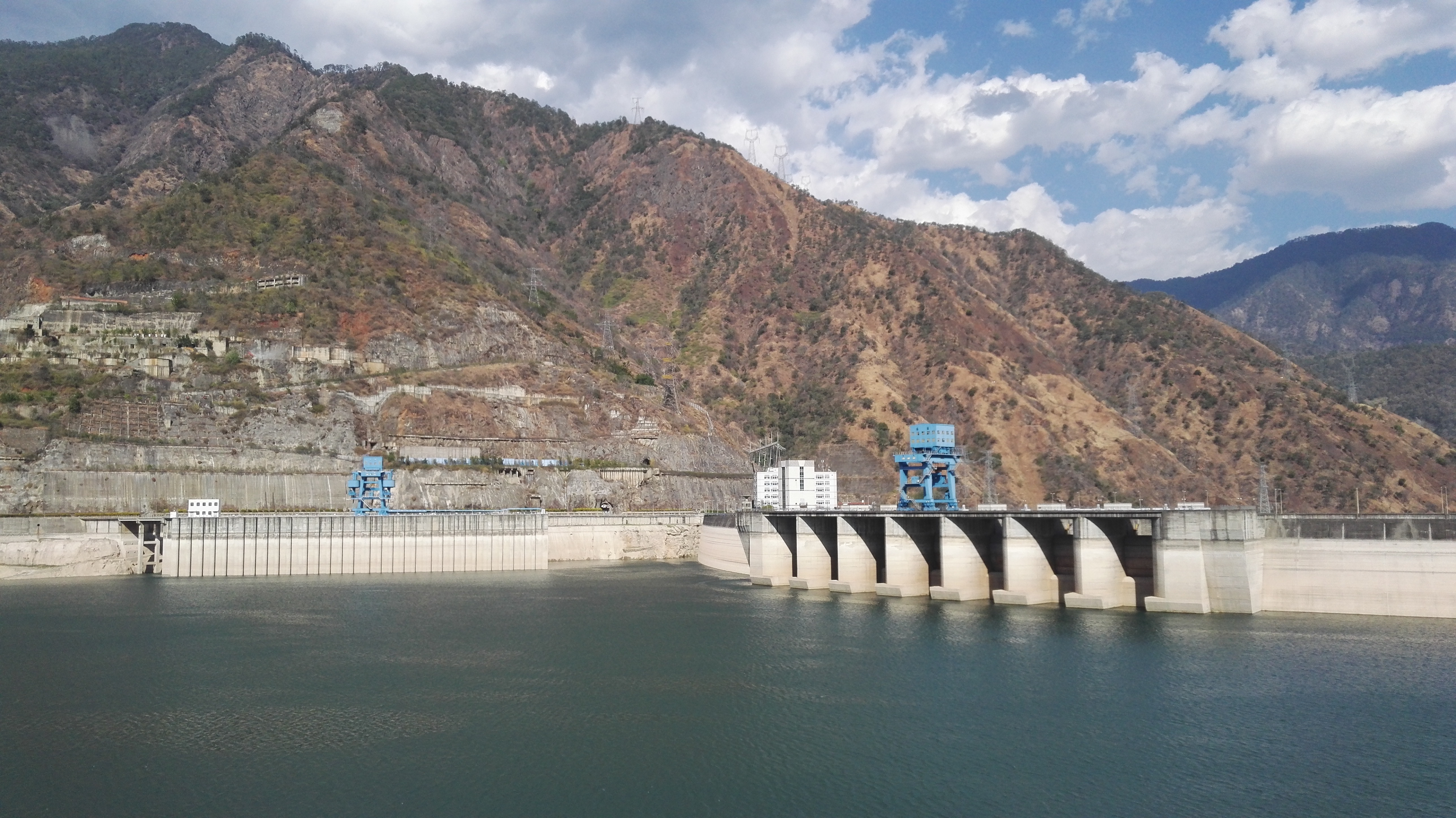
二滩大坝（右）和进水口（左）

二滩水电站地处中国四川省西南边陲攀枝花市盐边与米易两县交界处，是中国在20世纪建成投产最大的电站。二滩水电站位于四川省西南部的雅砻江下游，坝址距雅砻江与金沙江的交汇口33km，距攀枝花市区46km，系雅砻江全流域梯级开发21个水电站中付诸实施的第一个。二滩水电站工程由高240米的双曲拱坝，巨型地下厂房和庞大的泄洪设施组成。
二滩水电站由中国水电顾问集团成都勘测设计研究院设计。二滩水电开发有限责任公司是二滩水电站的建设和运营业主。 二滩水电开发有限责任公司由国家开发投资公司(52%)和四川川投能源股份有限公司(48%)投资组成。

## 建设过程
二滩水电站于1987年第四季度开始前期施工准备。
1991年8月31日，二滩水电站土建工程国际招标揭标仪式在北京举行，一标拱坝工程由意大利英波基洛、法国杜美思（現為萬喜）、法国大马赛、意大利托诺、中国水电八局联合体中标；二标地下厂房工程由德国霍尔兹曼、德国豪赫蒂夫、中国葛洲坝工程局联合体中标。国务院总理李鹏、副总理邹家华出席了仪式。
1991年9月14日主体工程开工，1999年12月4日最后一台机组投入商业运行。
在二滩水电站建设过程中，是国内第一个全面实行国际招标、按照菲迪克合同条款（FIDIC）实施工程建设管理的项目，也是世界银行对单个工程提供贷款最多的项目（9.7亿美元）。二滩水电站的建设在国内第一个推行了以业主负责制为主导的“四制”管理（项目法人责任制、工程招投标制、工程监理制和合同管理制），在同类工程中率先开展环境监理工作。2006年6月，二滩工程成为首批荣获国家建设项目环境保护最高奖项“国家环境友好工程”的10个建设项目之一。

## 设计
- 水库正常蓄水位海拔1200m，发电最低运行水位海拔1155m，总库容58亿m³，调节库容33.7亿m³。
- 电站装机容量3300MW(6台550MW的混流式水轮发电机组)，多年平均发电量170亿kWh，保证输出功率1000MW，年利用小时5162h。
- 电站大坝坝顶高程海拔1205m，最大坝高240m，坝顶弧长774.69m，拱冠顶部厚度11m，拱冠底部厚度55.7m。